# Court Charity

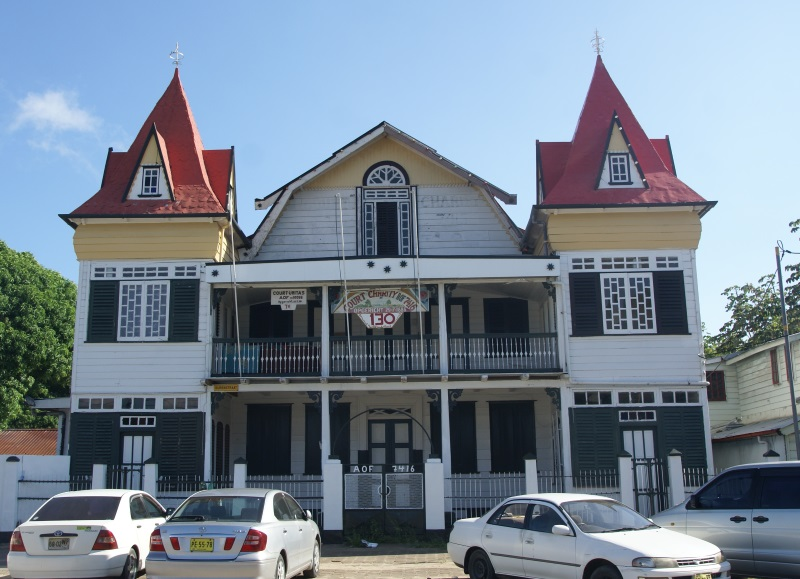
Burenstraat 26.

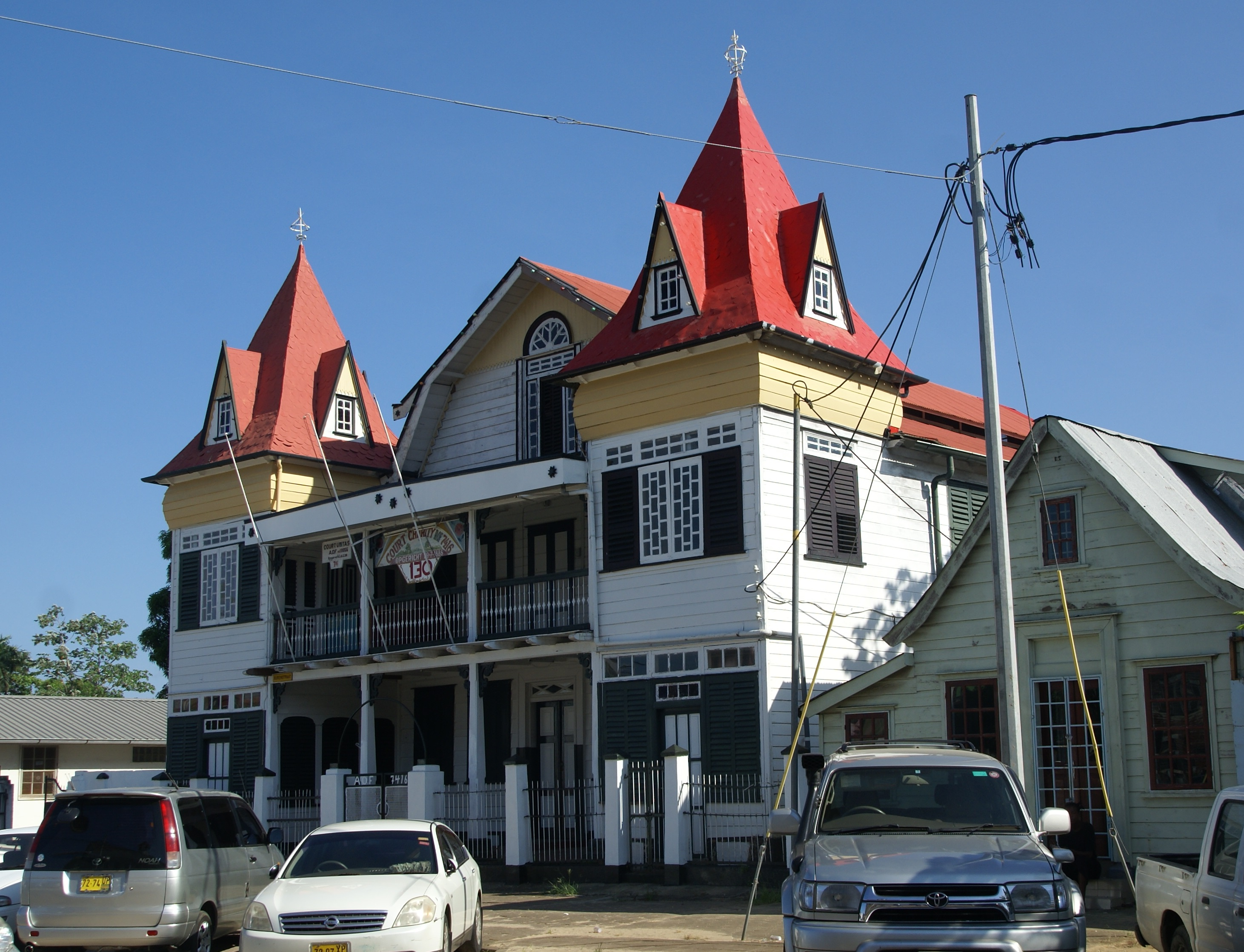
De torentjes met spitse dakkapellen zijn atypisch voor de traditionele Surinaamse bouwstijl.

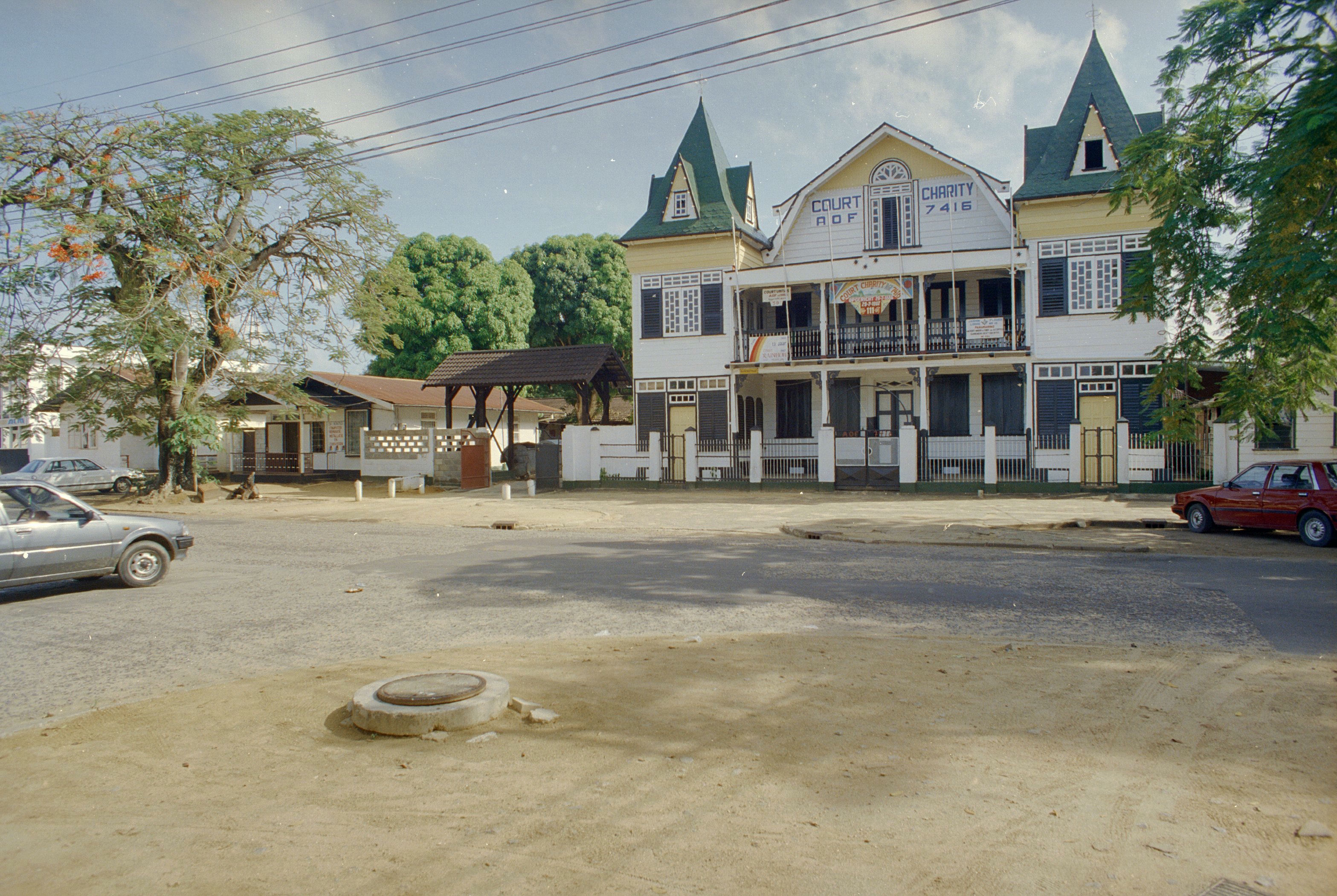
De situatie in 1997.

Het gebouw van Court Charity uit 1909 is opgetrokken uit hout en is gelegen aan de Burenstraat 26, Paramaribo, Suriname. Het pand is onderdeel van de historische binnenstad van Paramaribo, die sinds 2002 door UNESCO aan de Werelderfgoedlijst is toegevoegd.
Het pand werd gebouwd in opdracht van en speciaal voor de afdeling Court Charity No. 7416 van de Ancient Order of Foresters. De eerste afdeling van deze broederschap werd in 1834 opgericht met als doel de leden onder meer te steunen bij ziekte, armoede en overlijden. De Surinaamse broederschap werd op 29 juli 1886 opgericht door J.M.A. Abendanon, S.J. Thomoshuysen en J.F. Waakhuyzen en vestigde zich in een voormalige cacaoloods in Burenstraat 26. In eerste instantie werd de loods gehuurd, later werd deze gekocht. In 1909 werd de loods afgebroken en op 13 november van dat jaar werd een nieuw gebouw ingewijd en in gebruik genomen.
Het gebouw werd ontworpen door de bouwkundige H. de Vogel en gebouwd door de aannemers Bodeutsch en Zichem. Het schilderwerk is van A. Fernandez, de decoraties in het gebouw zijn van J. da Silva. Het ijzeren hekwerk is van de hand van sergeant-geweermaker P.B. Smit. De Nederlands-Indische Maatschappij installeerde de gasverlichting.
Het gebouw is atypisch te noemen voor de traditionele Surinaamse bouwstijl. Het gebruik van hout en galerijen is wel typisch. Bijzonder is het mansardedak dat in de lengte ligt en de relatief zware torentjes aan weerszijden voorzien van spitse dakkapellen. 
Op de bovenverdieping bevindt zich de vergaderzaal waarvan de wanden voorzien zijn van allegorische voorstellingen van het doel en de werken van de vereniging, zoals de barmhartige Samaritaan en de macht van eendracht.
In 1938 werd er met dispensatie Court Humanitas speciaal voor vrouwen opgericht.
Een bekend lid was Lou Lichtveld die in 1952 Geschiedenis en Ontstaan der Foresterie publiceerde onder het pseudoniem J.B. Tenoten (Junior Beadle of Court 10010)